# Franz Jakob Göbel
Franz Jakob Goebel (* 16. Juli 1791 in Mingolsheim, Großherzogtum Baden; † 23. August 1858 in Baden-Baden) war ein deutscher Mathematiker und Professor an der Reichsuniversität Löwen.

## Leben
Franz Jakob Goebel war das zweite von fünf Kindern des Johannes Franciscus Xaver Goebel (in zweiter Ehe) mit  Maria Theresia geb. Eisel. Bereits in seinem siebten Lebensjahr starb sein Vater und 1801 seine Mutter, er wurde dadurch schon mit 10 Jahren Vollwaise. Der damalige Ortspfarrer Franz Xaver Bender förderte seine besonderen Fähigkeiten und ermöglichte ihm mit 15 Jahren den Besuch des Lyceums in Baden-Baden. 1813 immatrikulierte er sich zum Studium der Philologie an der Universität Heidelberg. Er studierte dabei auch Mathematik und musste aus Geldnöten sein Studium mit Privatstunden finanzieren.
Im Dezember 1813 trat er der Armee des Großherzogtums Baden bei, um am Befreiungskampf gegen Napoleon Bonaparte teilzunehmen. Nach Beendigung der Schlacht nahm er 1814 seinen Abschied vom Militär und setzte sein Studium in Heidelberg fort. Am 4. September 1817 promovierte er an der Philosophischen Fakultät. Er hatte darauf bestanden, unverzüglich promovieren zu können, da er ein Lehrangebot an der neu gegründeten Reichsuniversität Löwen erhalten hatte. Während seiner Prüfungen fiel auf, dass er nur begrenzte mathematische Kenntnisse hatte. Der Philosoph Georg Wilhelm Friedrich Hegel, der einer der Prüfer war, war überrascht, dass jemand mit solch begrenzten mathematischen Kenntnissen zum Professor für Mathematik ernannt wurde und widersetzte sich Goebels Berufung, nachdem Goebel erneut eine Dissertation eingereicht hatte.
Als die Reichsuniversität Leuven gegründet wurde, wurde Goebel tatsächlich 1817 zum ordentlichen Professor an der Fakultät für Mathematik und Physik ernannt. Er unterrichtete Elementarmathematik, die Prinzipien von Arithmetik und Algebra, Geometrie, analytische Geometrie, flache und sphärische Triangulation, höhere Mathematik (Differential- und Integralrechnung) und Astronomie. 1820 richtete er ein mathematisches Seminar für Studenten ein, die sich auf ihre Ausbildungskarriere vorbereiteten. In diesem Seminar beschäftigte er sich sowohl mit reiner, als auch mit angewandter Mathematik. Nach ein paar Jahren war Goebel erfreut zu sehen, dass seine Schüler zu Lehrern an fast allen Gymnasien in den südlichen Niederlanden ernannt wurden.
Goebel war im akademischen Jahr 1823/24 Rektor magnificus der Universität.
Im August 1830 kam es in Belgien zur Revolution gegen die Vereinigung mit den Niederlanden, er und auch Franz Joseph Dumbeck und Franz Josef Mone verloren ihre Anstellungen an der Universität und mussten das Land verlassen. Goebel kehrte nach Baden zurück, behielt aber die Hälfte seines Gehalts auf Kosten des Niederländischen Staates. Er blieb noch als Autor von Lehrbüchern aktiv.
Am 25. November 1833 heiratete er in Baden-Baden als Witwer Marie Adelheid von Harrant (1803–1875). Fünf Jahre später, 1838, wurde sein Name in "Goebel von Harrant" durch Adelung geändert. Sein Sohn Edmund August Valentin Jacob Luois (* 1836; später Hauptmann und um 1871 Major) durfte ebenso diesen Namen tragen. Nach seinem Tod behielt seine Witwe die Hälfte des niederländischen Entlassungsgeldes.
Goebel wurde am 26. August 1843 Ehrenbürger der Stadt Baden-Baden.

## Veröffentlichungen
- Elementa geometriae im üblichen praelectionum novo ordine digesta. Cuelens, Leuven 1823.
- Jean-Louis Boucharlat: Anfangsgründe der Differenzial- und Integralrechnung. Aus dem französischen übersetzt von F. J. Goebel, Frankfurt 1823.
- Oratio de efficacissimîs quibus adolescentum animi ad Geometriœ descriptivae studium adliciuntur incitamentis , in: Annales Academiae Lovaniensis, 1825.
- Grundlehren der Geometrie, Trigonometrie, der Kegelschnitte und der darstellenden Geometrie. Frankfurt 1826.
- Grundsätze der allgemeinen Grössenlehre. Frankfurt am Main, 1827.
- Geometrie für Gewerb Schulen. Karlsruhe 1834.
- Lehrbuch der Physik und Astronomie nach den neuesten Beobachtungen und Entdeckungen systematisch zum Gebrauch beim Unterrichte bearbeitet. Groos, Karlsruhe 1839.